# Magny-Cours
Magny-Cours es una comuna francesa en el departamento Niévre, en Francia central. Su código INSEE es 58152, y su código postal es 58470. En su término municipal está instalado el circuito de Nevers Magny-Cours, uno de los circuitos de carreras de vehículos más importantes del país.

## Demografía
| 1113 | 1219 | 1398 | 1551 | 1483 | 1486 | 1455 |
| Para los censos de 1962 a 1999 la población legal corresponde a la población sin duplicidades (Fuente: INSEE [Consultar]) |      |      |      |      |      |      |

## Educación
- Institut supérieur de l'automobile et des transports